# (37053) 2000 UQ39
2000 UQ39 (asteroide 37053) é um asteroide da cintura principal. Possui uma excentricidade de 0.14019400 e uma inclinação de 6.38522º.
Este asteroide foi descoberto no dia 24 de outubro de 2000 por LINEAR em Socorro.